# Llista de topònims de Margalef
Llista de topònims (noms propis de lloc) del municipi de Margalef, al Priorat
Informació actualitzada per un bot. Els canvis manuals es perdran quan s'actualitzi!

## cabana
| imatge | Nom                         | Ubicat a | instància de | Detalls | coordenades                                                          | Protecció | Commons (més fotos) | Dades a WD                    |
| ------ | --------------------------- | -------- | ------------ | ------- | -------------------------------------------------------------------- | --------- | ------------------- | ----------------------------- |
|        | caseta de l'Andorrà         | Margalef | cabana       |         | 41° 17′ 19″ N, 0° 48′ 14″ E / 41.2886685361933°N,0.803853621480089°E |           |                     | Modifica les dades a Wikidata |
|        | era de la Cova de les Rates | Margalef | cabana       |         | 41° 19′ 18″ N, 0° 46′ 41″ E / 41.3215725610076°N,0.778148898549869°E |           |                     | Modifica les dades a Wikidata |

## cova
| imatge | Nom                       | Ubicat a | instància de | Detalls | coordenades                                                          | Protecció | Commons (més fotos) | Dades a WD                    |
| ------ | ------------------------- | -------- | ------------ | ------- | -------------------------------------------------------------------- | --------- | ------------------- | ----------------------------- |
|        | Cova Roja                 | Margalef | cova         |         | 41° 19′ 12″ N, 0° 47′ 39″ E / 41.3200790798798°N,0.79414918700293°E  |           |                     | Modifica les dades a Wikidata |
|        | Cova la Fumada            | Margalef | cova         |         | 41° 19′ 25″ N, 0° 48′ 18″ E / 41.3235311557645°N,0.805108392646492°E |           |                     | Modifica les dades a Wikidata |
|        | cova de Bestral           | Margalef | cova         |         | 41° 16′ 17″ N, 0° 46′ 19″ E / 41.271354541779°N,0.771854562643437°E  |           |                     | Modifica les dades a Wikidata |
|        | cova de l'Ascla           | Margalef | cova         |         | 41° 17′ 08″ N, 0° 48′ 10″ E / 41.2854309746211°N,0.802696494275514°E |           |                     | Modifica les dades a Wikidata |
|        | cova de l'Obac del Roger  | Margalef | cova         |         | 41° 17′ 47″ N, 0° 47′ 15″ E / 41.2963616243654°N,0.787460624114369°E |           |                     | Modifica les dades a Wikidata |
|        | cova de la Finestra       | Margalef | cova         |         | 41° 16′ 45″ N, 0° 45′ 45″ E / 41.2791012888867°N,0.762612320865951°E |           |                     | Modifica les dades a Wikidata |
|        | cova de la Jaia           | Margalef | cova         |         | 41° 17′ 55″ N, 0° 46′ 21″ E / 41.2986023512964°N,0.772419924085045°E |           |                     | Modifica les dades a Wikidata |
|        | cova de la Mosca          | Margalef | cova         |         | 41° 16′ 23″ N, 0° 46′ 51″ E / 41.2731017131056°N,0.780701340475147°E |           |                     | Modifica les dades a Wikidata |
|        | cova de la Roba           | Margalef | cova         |         | 41° 16′ 39″ N, 0° 46′ 09″ E / 41.277626300941°N,0.769217470137011°E  |           |                     | Modifica les dades a Wikidata |
|        | cova de la Salut          | Margalef | cova         |         | 41° 17′ 14″ N, 0° 46′ 07″ E / 41.2872951525187°N,0.768517836893447°E |           |                     | Modifica les dades a Wikidata |
|        | cova de la Teixeda        | Margalef | cova         |         | 41° 16′ 52″ N, 0° 46′ 56″ E / 41.281013737164°N,0.782307782712039°E  |           |                     | Modifica les dades a Wikidata |
|        | cova de les Rates         | Margalef | cova         |         | 41° 19′ 19″ N, 0° 46′ 41″ E / 41.3220039147256°N,0.778098397537573°E |           |                     | Modifica les dades a Wikidata |
|        | cova del Carbó            | Margalef | cova         |         | 41° 16′ 33″ N, 0° 46′ 23″ E / 41.2759339855776°N,0.772988189276409°E |           |                     | Modifica les dades a Wikidata |
|        | cova del Filador          | Margalef | cova         |         | 41° 16′ 59″ N, 0° 45′ 12″ E / 41.2830287695294°N,0.753391453109992°E |           |                     | Modifica les dades a Wikidata |
|        | cova del Forn             | Margalef | cova         |         | 41° 18′ 25″ N, 0° 46′ 17″ E / 41.3068068028494°N,0.771447774260619°E |           |                     | Modifica les dades a Wikidata |
|        | cova del Gegant           | Margalef | cova         |         | 41° 17′ 26″ N, 0° 47′ 42″ E / 41.2904875183171°N,0.794883991780871°E |           |                     | Modifica les dades a Wikidata |
|        | cova del Genoll           | Margalef | cova         |         | 41° 17′ 05″ N, 0° 46′ 40″ E / 41.2846127410123°N,0.77791109300794°E  |           |                     | Modifica les dades a Wikidata |
|        | cova del Mas de Narques   | Margalef | cova         |         | 41° 17′ 50″ N, 0° 46′ 26″ E / 41.2972880047936°N,0.773850058005303°E |           |                     | Modifica les dades a Wikidata |
|        | cova del Miracle          | Margalef | cova         |         | 41° 17′ 20″ N, 0° 46′ 33″ E / 41.2887993944579°N,0.775965812992012°E |           |                     | Modifica les dades a Wikidata |
|        | cova del Rafael           | Margalef | cova         |         | 41° 17′ 09″ N, 0° 46′ 36″ E / 41.2859578420608°N,0.77667133983066°E  |           |                     | Modifica les dades a Wikidata |
|        | cova del Teix             | Margalef | cova         |         | 41° 16′ 46″ N, 0° 48′ 27″ E / 41.2794264033694°N,0.807578401645892°E |           |                     | Modifica les dades a Wikidata |
|        | cova dels Cavalls         | Margalef | cova         |         | 41° 17′ 45″ N, 0° 46′ 55″ E / 41.2959651279217°N,0.781837022717252°E |           |                     | Modifica les dades a Wikidata |
|        | cova dels Colls           | Margalef | cova         |         | 41° 17′ 02″ N, 0° 44′ 51″ E / 41.283796543251°N,0.747514237037942°E  |           |                     | Modifica les dades a Wikidata |
|        | cova dels Trulls del Clot | Margalef | cova         |         | 41° 16′ 32″ N, 0° 45′ 21″ E / 41.275485273265°N,0.755918669025155°E  |           |                     | Modifica les dades a Wikidata |
|        | la Covassa                | Margalef | cova         |         | 41° 16′ 53″ N, 0° 46′ 47″ E / 41.2814618538232°N,0.779856812891461°E |           |                     | Modifica les dades a Wikidata |

## església
| imatge | Nom                       | Ubicat a | instància de | Detalls                     | coordenades                                       | Protecció                   | Commons (més fotos)       | Dades a WD                    |
| ------ | ------------------------- | -------- | ------------ | --------------------------- | ------------------------------------------------- | --------------------------- | ------------------------- | ----------------------------- |
|        | Sant Miquel de Margalef   | Margalef | església     | Estil: arquitectura barroca | 41° 17′ 04″ N, 0° 45′ 16″ E / 41.2844°N,0.75445°E | bé cultural d'interès local | Sant Miquel de Margalef   | Modifica les dades a Wikidata |
|        | Sant Salvador de Margalef | Margalef | església     | Estil: arquitectura popular | 41° 16′ 24″ N, 0° 46′ 37″ E / 41.2734°N,0.77699°E | bé cultural d'interès local | Sant Salvador de Margalef | Modifica les dades a Wikidata |

## jaciment arqueològic
| imatge | Nom                | Ubicat a | instància de                                | Detalls | coordenades | Protecció                      | Commons (més fotos) | Dades a WD                    |
| ------ | ------------------ | -------- | ------------------------------------------- | ------- | --- | ------------------------------ | ------------------- | ----------------------------- |
|        | Cova de la Taverna | Margalef | jaciment arqueològic gruta amb art rupestre |         | 41° 17′ 43″ N, 0° 47′ 24″ E / 41.29521°N,0.79006°E                                                                           | bé cultural d'interès nacional |                     | Modifica les dades a Wikidata |
|        | abric del Filador  | Margalef | jaciment arqueològic abric rocós            |         | 41° 16′ 59″ N, 0° 45′ 13″ E / 41.283°N,0.753656°E ca:Al suroest del municipi de Margalef, cap als camps del Filador 340 msnm | bé cultural d'interès local    |                     | Modifica les dades a Wikidata |

## masia
| imatge | Nom             | Ubicat a | instància de | Detalls | coordenades                                                          | Protecció | Commons (més fotos) | Dades a WD                    |
| ------ | --------------- | -------- | ------------ | ------- | -------------------------------------------------------------------- | --------- | ------------------- | ----------------------------- |
|        | Mas del Caime   | Margalef | masia        |         | 41° 18′ 19″ N, 0° 47′ 33″ E / 41.305297684439°N,0.79261140447854°E   |           |                     | Modifica les dades a Wikidata |
|        | Mas del Celoni  | Margalef | masia        |         | 41° 18′ 17″ N, 0° 46′ 04″ E / 41.3047624787981°N,0.767742982712781°E |           |                     | Modifica les dades a Wikidata |
|        | Mas del Forn    | Margalef | masia        |         | 41° 19′ 12″ N, 0° 45′ 39″ E / 41.3198851589309°N,0.760799213998566°E |           |                     | Modifica les dades a Wikidata |
|        | Mas del Franc   | Margalef | masia        |         | 41° 18′ 30″ N, 0° 46′ 11″ E / 41.308460658533°N,0.76980922071256°E   |           |                     | Modifica les dades a Wikidata |
|        | Mas del Moliner | Margalef | masia        |         | 41° 18′ 58″ N, 0° 45′ 40″ E / 41.3160092785808°N,0.761111128584276°E |           |                     | Modifica les dades a Wikidata |
|        | Mas del Morerar | Margalef | masia        |         | 41° 16′ 44″ N, 0° 45′ 56″ E / 41.2788781365176°N,0.765497405509269°E |           |                     | Modifica les dades a Wikidata |
|        | Mas del Pere    | Margalef | masia        |         | 41° 19′ 22″ N, 0° 45′ 31″ E / 41.322653105597°N,0.75857236725726°E   |           |                     | Modifica les dades a Wikidata |
|        | Mas del Quintín | Margalef | masia        |         | 41° 19′ 05″ N, 0° 46′ 06″ E / 41.3181152786742°N,0.768446063958268°E |           |                     | Modifica les dades a Wikidata |
|        | Mas del Sever   | Margalef | masia        |         | 41° 17′ 55″ N, 0° 45′ 55″ E / 41.2986160357089°N,0.76522960490819°E  |           |                     | Modifica les dades a Wikidata |

## molí d'aigua
| imatge | Nom             | Ubicat a | instància de | Detalls                     | coordenades | Protecció                                  | Commons (més fotos) | Dades a WD                    |
| ------ | --------------- | -------- | ------------ | --------------------------- | ----------- | ------------------------------------------ | ------------------- | ----------------------------- |
|        | Molí d'en Vilar | Margalef | molí d'aigua | Estil: arquitectura popular |             | bé integrant del patrimoni cultural català |                     | Modifica les dades a Wikidata |
|        | Molí del Mig    | Margalef | molí d'aigua | Estil: arquitectura popular |             | bé integrant del patrimoni cultural català |                     | Modifica les dades a Wikidata |

## muntanya
| imatge | Nom                      | Ubicat a                       | instància de | Detalls | coordenades                                                              | Protecció | Commons (més fotos)     | Dades a WD                    |
| ------ | ------------------------ | ------------------------------ | ------------ | ------- | ------------------------------------------------------------------------ | --------- | ----------------------- | ----------------------------- |
|        | Molló Alt                | Margalef la Morera de Montsant | muntanya     |         | 41° 17′ 16″ N, 0° 48′ 36″ E / 41.28773056°N,0.81008056°E 1027.9 msnm     |           |                         | Modifica les dades a Wikidata |
|        | Punta de l'Àliga         | Margalef la Bisbal de Montsant | muntanya     |         | 41° 17′ 27″ N, 0° 44′ 09″ E / 41.29078056°N,0.73585361°E 584.7 msnm      |           |                         | Modifica les dades a Wikidata |
|        | Punta de la Falconera    | Margalef la Morera de Montsant | muntanya     |         | 41° 18′ 05″ N, 0° 47′ 59″ E / 41.3014°N,0.799719°E 753.3 msnm            |           |                         | Modifica les dades a Wikidata |
|        | Tormo de l'Englora       | Margalef                       | muntanya     |         | 41° 16′ 44″ N, 0° 45′ 31″ E / 41.2788°N,0.758539°E 603.8 msnm            |           |                         | Modifica les dades a Wikidata |
|        | Tormo de l'Espantaflares | Margalef                       | muntanya     |         | 41° 16′ 54″ N, 0° 46′ 22″ E / 41.28171944°N,0.77272222°E 643 msnm        |           |                         | Modifica les dades a Wikidata |
|        | Tormo del Gall           | Margalef                       | muntanya     |         | 41° 18′ 11″ N, 0° 47′ 38″ E / 41.30296944°N,0.7939°E 581 msnm            |           |                         | Modifica les dades a Wikidata |
|        | Tossal Clos              | Margalef                       | muntanya     |         | 41° 16′ 52″ N, 0° 47′ 29″ E / 41.2812°N,0.791525°E 885.1 msnm            |           |                         | Modifica les dades a Wikidata |
|        | Tossal de les Ganyes     | Margalef                       | muntanya     |         | 41° 18′ 09″ N, 0° 45′ 22″ E / 41.30251833°N,0.75608333°E 667.7 msnm      |           |                         | Modifica les dades a Wikidata |
|        | Tossal del Llicsó        | Margalef la Bisbal de Montsant | muntanya     |         | 41° 18′ 19″ N, 0° 44′ 16″ E / 41.30531667°N,0.73763889°E 591 msnm        |           |                         | Modifica les dades a Wikidata |
|        | la Cogulla               | Margalef la Morera de Montsant | muntanya     |         | 41° 16′ 39″ N, 0° 48′ 20″ E / 41.2775256311°N,0.805672027137°E 1062 msnm |           | La Cogulla del Montsant | Modifica les dades a Wikidata |
|        | la Llebrida              | Margalef                       | muntanya     |         | 41° 17′ 15″ N, 0° 46′ 44″ E / 41.2874°N,0.77902222°E 657.5 msnm          |           |                         | Modifica les dades a Wikidata |
|        | la Venta                 | Margalef Ulldemolins Juncosa   | muntanya     |         | 41° 19′ 37″ N, 0° 48′ 45″ E / 41.32708333°N,0.81261111°E 792.6 msnm      |           |                         | Modifica les dades a Wikidata |

## pont
| imatge | Nom                 | Ubicat a | instància de | Detalls                                         | coordenades                                                          | Protecció                                  | Commons (més fotos) | Dades a WD                    |
| ------ | ------------------- | -------- | ------------ | ----------------------------------------------- | -------------------------------------------------------------------- | ------------------------------------------ | ------------------- | ----------------------------- |
|        | El Pont Vell        | Margalef | pont         | Estil: arquitectura popular arquitectura gòtica | 41° 17′ 04″ N, 0° 45′ 20″ E / 41.28455°N,0.75542°E                   | bé integrant del patrimoni cultural català |                     | Modifica les dades a Wikidata |
|        | Pont de les Joveres | Margalef | pont         |                                                 | 41° 17′ 12″ N, 0° 44′ 46″ E / 41.2867415751995°N,0.746123268893852°E |                                            |                     | Modifica les dades a Wikidata |

## serra
| imatge | Nom                       | Ubicat a | instància de | Detalls            | coordenades                                                         | Protecció | Commons (més fotos) | Dades a WD                    |
| ------ | ------------------------- | --- | ------------ | ------------------ | ------------------------------------------------------------------- | --------- | ------------------- | ----------------------------- |
|        | serra de Montsant         | la Morera de Montsant Cabassers Ulldemolins Cornudella de Montsant la Vilella Alta la Vilella Baixa la Bisbal de Montsant la Figuera Margalef | serra        | Superfície: 135km² | 41° 17′ 35″ N, 0° 47′ 52″ E / 41.29295278°N,0.79780278°E            |           | Montsant            | Modifica les dades a Wikidata |
|        | serra del Sarraí          | Margalef la Morera de Montsant | serra        |                    | 41° 17′ 58″ N, 0° 48′ 06″ E / 41.29943611°N,0.80164639°E 762 msnm   |           |                     | Modifica les dades a Wikidata |
|        | serra del Tossal Clos     | Margalef | serra        |                    | 41° 17′ 13″ N, 0° 46′ 50″ E / 41.28698889°N,0.78053333°E 885.1 msnm |           |                     | Modifica les dades a Wikidata |
|        | serra dels Covarxos       | Margalef | serra        |                    | 41° 19′ 02″ N, 0° 46′ 36″ E / 41.3173°N,0.776622°E 587 msnm         |           |                     | Modifica les dades a Wikidata |
|        | serra dels Horts de Secà  | Margalef | serra        |                    | 41° 19′ 30″ N, 0° 46′ 33″ E / 41.325°N,0.775836°E 699 msnm          |           |                     | Modifica les dades a Wikidata |
|        | serrall de les Espadelles | Margalef | serra        |                    | 41° 19′ 07″ N, 0° 47′ 13″ E / 41.3187°N,0.786908°E 725.6 msnm       |           |                     | Modifica les dades a Wikidata |
|        | serrall dels Domenges     | la Bisbal de Montsant Margalef | serra        |                    | 41° 16′ 45″ N, 0° 44′ 26″ E / 41.27916111°N,0.74056111°E 487.8 msnm |           |                     | Modifica les dades a Wikidata |

## vèrtex geodèsic
| imatge | Nom       | Ubicat a | instància de    | Detalls   | coordenades                                                        | Protecció | Commons (més fotos) | Dades a WD                    |
| ------ | --------- | -------- | --------------- | --------- | ------------------------------------------------------------------ | --------- | ------------------- | ----------------------------- |
|        | Cogulla   | Margalef | vèrtex geodèsic | Alt: 1.2m | 41° 16′ 39″ N, 0° 48′ 20″ E / 41.277522°N,0.805687°E 1062.692 msnm |           |                     | Modifica les dades a Wikidata |
|        | Loma Alta | Margalef | vèrtex geodèsic | Alt: 1.2m | 41° 19′ 37″ N, 0° 48′ 45″ E / 41.32708°N,0.812592°E 793.57 msnm    |           |                     | Modifica les dades a Wikidata |

## Misc
| imatge | Nom                             | Ubicat a | instància de                                                    | Detalls                                                            | coordenades                                                                                              | Protecció                                  | Commons (més fotos)                        | Dades a WD                    |
| ------ | ------------------------------- | -------- | --------------------------------------------------------------- | ------------------------------------------------------------------ | --- | ------------------------------------------ | ------------------------------------------ | ----------------------------- |
|        | Ajuntament de Margalef          | Margalef | casa consistorial                                               | Estil: arquitectura popular                                        | 41° 17′ 04″ N, 0° 45′ 14″ E / 41.28439°N,0.75377°E                                                       | bé integrant del patrimoni cultural català | Ajuntament de Margalef                     | Modifica les dades a Wikidata |
|        | Arcs de la plaça de Sant Miquel | Margalef | passatge                                                        | Estil: arquitectura popular arquitectura gòtica 14th century       | 41° 17′ 03″ N, 0° 45′ 15″ E / 41.28425°N,0.75412°E ca:Pl. Sant Miquel 378 msnm                           | bé integrant del patrimoni cultural català | Arcs de la plaça de Sant Miquel (Margalef) | Modifica les dades a Wikidata |
|        | Cal Franc                       | Margalef | casa                                                            | Estil: arquitectura modernista arquitectura popular 1920           | 41° 17′ 04″ N, 0° 45′ 14″ E / 41.284444444444°N,0.75388888888889°E ca:Plaça Sant Miquel, 6 378 msnm      | bé integrant del patrimoni cultural català | Cal Franc (Margalef)                       | Modifica les dades a Wikidata |
|        | Clau del segle XVI              | Margalef | edifici                                                         | Estil: arquitectura popular                                        | 41° 17′ 03″ N, 0° 45′ 15″ E / 41.28419°N,0.75413°E                                                       | bé integrant del patrimoni cultural català |                                            | Modifica les dades a Wikidata |
|        | Forn de calç Mas d'en Sever 1   | Margalef | forn de calç                                                    | Estil: arquitectura popular                                        | | bé integrant del patrimoni cultural català |                                            | Modifica les dades a Wikidata |
|        | Margalef                        | Margalef | entitat singular de població capital municipal                  | 108 hab                                                            | 41° 17′ 06″ N, 0° 45′ 12″ E / 41.28496°N,0.75331°E 380 msnm                                              |                                            |                                            | Modifica les dades a Wikidata |
|        | avenc del Pudol                 | Margalef | avenc                                                           |                                                                    | 41° 17′ 23″ N, 0° 48′ 04″ E / 41.2897768068841°N,0.801045964779039°E                                     |                                            |                                            | Modifica les dades a Wikidata |
|        | cova del Teix                   | Margalef | abric rocós                                                     |                                                                    | 41° 16′ 46″ N, 0° 48′ 27″ E / 41.2794264033694°N,0.807578401645892°E                                     |                                            |                                            | Modifica les dades a Wikidata |
|        | font del Vilar                  | Margalef | font                                                            |                                                                    | 41° 18′ 21″ N, 0° 44′ 47″ E / 41.3057775471152°N,0.746351447842092°E                                     |                                            |                                            | Modifica les dades a Wikidata |
|        | molí dels Pobres                | Margalef | molí Ús: trull                                                  |                                                                    | 41° 17′ 09″ N, 0° 45′ 15″ E / 41.28583°N,0.75426°E                                                       | bé cultural d'interès local                |                                            | Modifica les dades a Wikidata |
|        | pantà de Margalef               | Margalef | embassament                                                     | Superfície: 31.57ha Volum: 2.98hm³ Conca: 97.02km²                 | 41° 17′ 51″ N, 0° 47′ 06″ E / 41.2976°N,0.785036°E 434 msnm                                              |                                            |                                            | Modifica les dades a Wikidata |
|        | presa de Margalef               | Margalef | presa de volta Ús: energia hidroelèctrica regadiu aigua potable | Llarg: 96m Alt: 34m Volum: 22870m³                                 | 41° 17′ 51″ N, 0° 47′ 06″ E / 41.2975°N,0.785°E 434 400 msnm                                             |                                            |                                            | Modifica les dades a Wikidata |
|        | riu de Montsant                 | Priorat  | curs d'aigua                                                    | Desemboca: riu de Siurana                                          | 41° 19′ 19″ N, 0° 51′ 23″ E / 41.321866°N,0.856384°E 41° 10′ 15″ N, 0° 44′ 59″ E / 41.17089°N,0.749689°E |                                            | Riu de Montsant                            | Modifica les dades a Wikidata |
|        | teix de la Cova                 | Margalef | arbre singular                                                  | Taxon: teix (Taxus baccata) Ample: 15.8m Alt: 14m Perímetre: 5.15m | 41° 16′ 52″ N, 0° 48′ 29″ E / 41.28123°N,0.80817°E ca:Racó del Teix 960 msnm                             | arbre monumental                           | Teix de la Cova                            | Modifica les dades a Wikidata |